# Groß Gerungs
Groß Gerungs är en stadskommun i distriktet Zwettl i förbundslandet Niederösterreich i Österrike. Kommunen har 4 468 invånare (2024).
Namnet stavades före 1970 Großgerungs, därefter Groß-Gerungs till och med 2002 då nuvarande stavning antogs.  
Kommunen består av 41 orter (Ortschaften) (inom parentes invånarantal 1 januari 2024):

- Aigen (38)
- Albern (40)
- Antenfeinhöfen (27)
- Blumau (24)
- Böhmsdorf (81)
- Dietmanns (99)
- Egres (61)
- Etlas (9)
- Etzen (171)
- Frauendorf (80)
- Freitzenschlag (109)
- Griesbach (227)
- Groß Gerungs (1 181)
- Groß Meinharts (113)
- Haid (74)
- Harruck (96)
- Heinreichs (59)
- Hypolz (58)
- Häuslern (39)
- Josefsdorf (29)
- Kinzenschlag (46)
- Klein Gundholz (57)
- Klein Reinprechts (32)
- Klein Wetzles (118)
- Kotting Nondorf (50)
- Marharts (39)
- Mühlbach (42)
- Nonndorf (97)
- Ober Neustift (219)
- Ober Rosenauerwald (365)
- Oberkirchen (52)
- Preinreichs (51)
- Raffelshöfe (9)
- Reitern (21)
- Schall (20)
- Schönbichl (92)
- Siebenberg (54)
- Sitzmanns (102)
- Thail (214)
- Wendelgraben (38)
- Wurmbrand (135)